# Fujiwara no Teishi
Fujiwara no Teishi (藤原 定子 (Đằng Nguyên Định tử) 977 – 13 tháng 1, 1001)  là Hoàng hậu của Thiên hoàng Ichijō. Bà xuất hiện trong tác phẩm văn học kinh điển là  Truyện gối đầu được viết bởi nữ văn sĩ cung đình là Sei Shōnagon.
Bà là con gái đầu lòng của Fujiwara no Michitaka (藤原道隆). Bà được sắp xếp để kết hôn với Thiên hoàng theo thông lệ. Bà được sắc phong làm Hoàng hậu, còn cha bà trở thành quan nhiếp chính cho Thiên hoàng, và chị gái bà sau đó đã kết hôn với em họ của Thiên hoàng và Thái tử.
Hoàng hậu Teishi đã cho xây dựng một loạt nữ quan chuyên về văn học và văn hóa, và Sei Shōnagon được bổ nhiệm làm nữ quan hầu cận bà. Vào năm 995, một loạt các chính biến cung đình xảy ra đã làm suy yếu vị thế của bà. Cha bà qua đời,và kế nhiệm vị trí Nhiếp chính quan là chú của bà, Fujiwara no Michinaga, và các anh trai của bà đã bị trục xuất khỏi triều đình. Chú của bà, người đang nắm giữ chức vị Nhiếp chính, đã tiến cung con gái mình là ho Thiên hoàng và ép ông phải sắc phong bà ta làm Hoàng hậu; đây cũng là lần đầu tiên trong Lịch sử Nhật Bản, một vị Thiên hoàng lại có hai Hoàng hậu cùng lúc tại vị.Teishi được phong làm Hoàng hậu và Shōshi được phong làm Trung cung. Điều này tạo ra sự  tranh đấu khốc liệt giữa hai vị Hoàng hậu và bốn năm sau đó được mô tả là khoảng thời gian nhục nhã đối với bà.
Hoàng hậu Teishi đã qua đời khi sinh con.
Hậu duệ

- Nội Thân vương Shushi (脩子内親王) (997-1049)
- Thân vương Atsuyasu (敦康親王) (999 -1019)
- Nội Thân vương Bishi (媄子内親王) (1001 -1008)